# Liste der denkmalgeschützten Objekte in Weiden am See
Die Liste der denkmalgeschützten Objekte in Weiden am See enthält die 8 denkmalgeschützten, unbeweglichen Objekte der Gemeinde Weiden am See im Burgenland (Bezirk Neusiedl am See).

## Denkmäler
| Foto |                 | Denkmal | Standort                                             | Beschreibung | Metadaten |
| ---- | --------------- | --- | ---------------------------------------------------- | --- | --- |
| ja   | Datei hochladen | Pest-/Dreifaltigkeitssäule HERIS-ID: 10067 Objekt-ID: 6119                                                        | bei Markt 8 Standort KG: Weiden am See               | Die Dreifaltigkeitssäule auf dem zentralen Markt stammt aus dem 18. Jahrhundert. | BDA-Hist.: Q38056528 Status: § 2a Stand der BDA-Liste: 2025-06-30 Name: Pest-/Dreifaltigkeitssäule GstNr.: 78/1 |
| ja   | Datei hochladen | Wohnhaus HERIS-ID: 10072 Objekt-ID: 6124                                                                          | Markt 44 Standort KG: Weiden am See                  | Das Gebäude ist ein ehemaliges Bauernhaus das ursprünglich ein Halblehenshaus war. Es wurde um 1980 renoviert. | BDA-Hist.: Q38056664 Status: Bescheid Stand der BDA-Liste: 2025-06-30 Name: Wohnhaus GstNr.: 95 |
| ja   | Datei hochladen | Bildstock, Pietà HERIS-ID: 10071 Objekt-ID: 6123                                                                  | bei Neustift 6 Standort KG: Weiden am See            | Die Pietà mit Kruzifix stammt vom Anfang des 19. Jahrhunderts. | BDA-Hist.: Q38056613 Status: § 2a Stand der BDA-Liste: 2025-06-30 Name: Bildstock, Pietà GstNr.: 206/1 |
| ja   | Datei hochladen | Bildstock, Ecce homo HERIS-ID: 10070 Objekt-ID: 6122                                                              | bei Obere Hauptstraße 42a Standort KG: Weiden am See | Der Bildstock besteht aus einem Pfeiler mit abgefastem Schaft über einem quadratischen Sockel, sowie einer karniesförmig profilierten Deckplatte. Die Bekrönungsfigur eines Ecce homo ist barock. Die Figur hält einen metallenen Schilfkolben in den Händen. Der Bildstock besteht aus geschlämmtem Stein. | BDA-Hist.: Q38056592 Status: § 2a Stand der BDA-Liste: 2025-06-30 Name: Bildstock, Ecce homo GstNr.: 162/2 Ecce homo Weiden am See                                                                                  |
| ja   | Datei hochladen | Kath. Pfarrkirche Hl. Dreifaltigkeit HERIS-ID: 10066 Objekt-ID: 6118                                              | bei Raiffeisenplatz 1 Standort KG: Weiden am See     | Die Kirche ist ein einheitlich spätbarocker Bau mit Westturm, der nordöstlich des ehemaligen Angers liegt. | BDA-Hist.: Q25939166 Status: § 2a Stand der BDA-Liste: 2025-06-30 Name: Kath. Pfarrkirche Hl. Dreifaltigkeit GstNr.: 189 Pfarrkirche Weiden am See                                                                  |
| ja   | Datei hochladen | Pietà-Gruppe HERIS-ID: 10068 Objekt-ID: 6120                                                                      | Rosenberggasse 2 Standort KG: Weiden am See          | Darstellung Marias als Mater Dolorosa mit dem Leichnam des vom Kreuz abgenommenen Jesus Christus aus der zweiten Hälfte des 18. Jahrhunderts in einer Hausnische. | BDA-Hist.: Q38056550 Status: Bescheid Stand der BDA-Liste: 2025-06-30 Name: Pietà-Gruppe GstNr.: 281 |
| ja   | Datei hochladen | Gnadenstuhl HERIS-ID: 10069 Objekt-ID: 6121                                                                       | bei Schulzeile 11 Standort KG: Weiden am See         | Eine Dreifaltigkeitssäule aus dem 18. Jahrhundert mit Darstellungstypus Gnadenstuhl. | BDA-Hist.: Q38056573 Status: Bescheid Stand der BDA-Liste: 2025-06-30 Name: Gnadenstuhl GstNr.: 206/1 |
| ja   | Datei hochladen | Überreste des Hauptgebäudes der römischen Villa auf den Kirchenäckern HERIS-ID: 113257 Objekt-ID: 131538seit 2019 | Seegrund 81, 83, 85 Standort KG: Weiden am See       | Bei Erdarbeiten im Jahr 2012 wurde eine römische Villa rustica entdeckt, die der Mittelpunkt eines Gutes war. Sie wurde aus dem Kalkstein des Leithagebirges errichtet und war ziegelgedeckt. Es wurden farbenprächtige Putzfragmente und Reste einer Fußbodenheizung gefunden. Das Gut dürfte bis ins 5. Jahrhundert bewirtschaftet worden sein. Unweit davon wurden auch frühbronzezeitliche Gräber und völkerwanderungszeitliche Objekte gefunden. | BDA-Hist.: Q64152426 Status: Bescheid Stand der BDA-Liste: 2025-06-30 Name: Überreste des Hauptgebäudes der römischen Villa auf den Kirchenäckern GstNr.: 1023/452, 1023/453, 1023/454 Römische Villa Weiden am See |